# ロバート・イースター・ジュニア
ロバート・イースター・ジュニア（Robert Easter Jr.、1991年1月26日 - ）は、アメリカ合衆国のプロボクサー。オハイオ州トレド出身。元IBF世界ライト級王者。

## 来歴

### アマチュア時代
2008年5月、ナショナル・ゴールデングローブスにライト級(60kg)で出場して準々決勝で敗退した。
2011年4月、全米選手権にライトウェルター級(64kg)で出場して準決勝で敗退した。
2011年7月、ロンドンオリンピックの国内予選選考会にライトウェルター級(64kg)で出場して決勝で敗退した。
2012年3月、全米選手権にライトウェルター級(64kg)で出場して準決勝で敗退した。

### プロ時代
2012年11月10日、ステイプルズ・センターでデビュー戦を行い、2回2分39秒TKO勝ちを収め白星でデビュー戦を飾った。
2016年4月1日、DCアーモリーでエイドリアン・ブローナーvsアシュリー・セオフェインの前座で元IBF世界スーパーフェザー級王者アルヘニス・メンデスと対戦し、5回2分43秒TKO勝ちを収めた。
2016年9月9日、ペンシルベニア州レディングのサンタンデール・アリーナでダニエル・ジェイコブスVSセルヒオ・モラ第2戦の前座でランセス・バルテレミーの王座返上に伴いIBF世界ライト級3位のリチャード・カミーとIBF世界ライト級王座決定戦を行い、12回2-1（115-112、114-113、113-114）の判定勝ちを収め王座獲得に成功した。
2017年2月10日、オハイオ州トレドのハンティントン・センターでIBF世界ライト級15位のルイス・クルスと対戦し、12回3-0（119-106、118-107、117-108）の判定勝ちを収め、初防衛に成功した。尚この試合をBounce TVでのPBC:ザ・ネクスト・ラウンドとして放送し、Bounce TVで放送したPBCシリーズで最多視聴数である150万人が視聴した。
2017年6月30日、オハイオ州トレドのハンティントン・センターでIBF世界ライト級1位のデニス・シャフィコフと対戦し、12回3-0（120-108×2、116-112）の判定勝ちを収め、2度目の防衛に成功した。
2018年1月20日、ニューヨーク市ブルックリン区のバークレイズ・センターで元世界2階級制覇王者でIBF世界ライト級13位のハビエル・フォルトゥナと対戦し、3度目の防衛を目指す予定だったが、前日計量でフォルトゥナがライト級の規定体重である135ポンドを1.8ポンド超過の136.8ポンドを計測し失格となったため、試合はイースターが勝てば王座防衛となるがフォルトゥナが勝っても王座交代とはならないという条件で行われ、イースターが12回2-1（114-113、115-113、113-114）の判定勝ちを収め、3度目の防衛に成功した。
2018年7月28日、ステイプルズ・センターにてWBC世界ライト級王者ミゲル・アンヘル・ガルシアと王座統一戦を行うも、12回0-3（111-116、110-117、109-118）の判定負けを喫し王座統一と4度目の防衛に失敗し王座から陥落した。
2019年4月27日、ラスベガスのザ・コスモポリタンにてランセス・バルテレミーとWBA世界ライト級正規王座決定戦で対戦するも引き分けとなった。この試合でイースターとバルテレミーそれぞれ25万ドル（約2700万円）のファイトマネーを稼いだ。
2021年8月7日、ストリップクラブで女性の顔を握った拳で殴って意識を失わせた上に唇に裂傷と歯を折ったとして暴行罪で逮捕された。11月30日、当初は犯行を否定していたイースターが罪を認めたことで2年間の保護観察処分を下され、また被害者への接触禁止、アンガーマネジメントプログラムの完了を命じられた。
2022年2月7日、故郷のオハイオ州トレドの路上で強盗に拳銃を突きつけられて脅され身に付けていた金品を要求されるも、イースターは走って逃走しようとするが拳銃で3度撃たれ病院に運ばれて銃弾の摘出手術を受けた。犯人はイースターから金のネックレス、指輪、携帯電話を奪ってそのまま現場から逃走した。

## 獲得タイトル
- IBF世界ライト級王座（防衛3）